# Litoria chrisdahli
A Litoria chrisdahli a kétéltűek (Amphibia) osztályának békák (Anura) rendjébe és a levelibéka-félék (Hylidae) családjába tartozó faj.

## Előfordulása
A faj Pápua Új-Guinea endemikus faja. Természetes élőhelye a szubtrópusi vagy trópusi nedves síkvidéki esőerdők, bambuszligetek, kókuszültetvények, tisztások, mocsarak.